# 尤世威
尤世威（？—1643年），榆林卫（今陕西榆林）人。明末将领。
有兄弟尤世功、尤世禄皆以勇敢著稱。天启年間，累官建昌营参将，守墙子路。崇祯二年擢总兵官，镇守居庸、昌平。崇祯二年（1629年），十一月初十，袁崇焕入蓟州，以关宁兵布防蓟州西部各地，并令昌镇总兵尤世威回昌平、保定总督刘策回密云协防。崇祯八年(1635年)，世威统兵防守潼关、朱阳关等隘口，“露宿凡十旬，皆患疫疠不能军”，李自成大軍來犯，遂溃敗。十五年，与弟世禄共赴北京。累官至左都督。十六年十月，李自成陷西安，总兵官王定惧弃城走。众推世威为主帅。世威與李自成決戰七昼夜，榆林城破，被俘杀。

## 延伸阅读
[在维基数据编辑]
 《明史卷二百六十九》，出自《明史》